# Pierre Couveinhes
Pierre Charles Augustin Couveinhes, né le 11 août 1950 à Montpellier, est un membre du Corps des ingénieurs des mines français. Il a géré diverses entreprises.

## Parcours
Pierre Couveinhes entre en 1970 à l'École polytechnique.
En 1976, il sort de l'École des Mines et est nommé au Service des mines, à Poitiers, comme chargé de mission auprès du préfet de la région Poitou-Charentes (mission régionale).
De retour à Paris en 1979, il est nommé à la DGEMP, alors dirigée par Jean Syrota et rattachée au ministère de l'industrie, où il est d'abord adjoint au chef du service des énergies renouvelables et de l'utilisation rationnelle de l'énergie (SERURE), puis chef du service à partir de 1982.
Il quitte l'administration en 1985 pour entrer dans le groupe Sacilor, où il occupe d'abord les fonctions de directeur général de la filiale "Le Fer Blanc", puis de président-directeur général de cette société. Tout en conservant les fonctions précédentes, il prend la direction en 1987 du département "acier pour emballages" du groupe Sollac. Parallèlement aux fonctions ci-dessus, il dirige à partir de 1988 le Centre de recherche du fer blanc d'Usinor Sacilor. Au sein du groupe Usinor Sacilor, il est nommé en 1990 directeur général adjoint de Tubeurop, et président directeur général de Valexy.
Il rejoint en 1992 la Compagnie générale des eaux, comme directeur général de Studio Babelsberg GmbH  et de Euromedien (jusqu'en 1997), puis dans le même groupe renommé Vivendi, il est directeur général de "CGIS Deutschland GmbH" et de "MHB Medienstadt Holding GmbH" jusqu'en 1999, date à laquelle il est nommé chargé de mission auprès du président de la Commission de régulation de l'électricité.
En 2000, il devient directeur général adjoint, directeur commercial, de l'Agence de gestion des Oléoducs en Centre-Europe de l'OTAN. En 2005, il devient directeur business de la même Agence.
De 2001 à 2005, il préside la Commission technique de la cinématographie et de l'audiovisuel au CNC. Il est l'auteur d'un rapport sur les industries du cinéma et de l'audiovisuel.
En 2003, il est promu ingénieur général des mines. Il prend en 2008 la responsabilité des Annales des Mines. Il organise notamment le colloque du 19 mai 2011 sur l'actualité de la pensée de Yves Martin.
Il est président de la Société des Amis de la Bibliothèque et de l'histoire de l'Ecole polytechnique (SABIX).